# Kaplanei 10 (Quedlinburg)

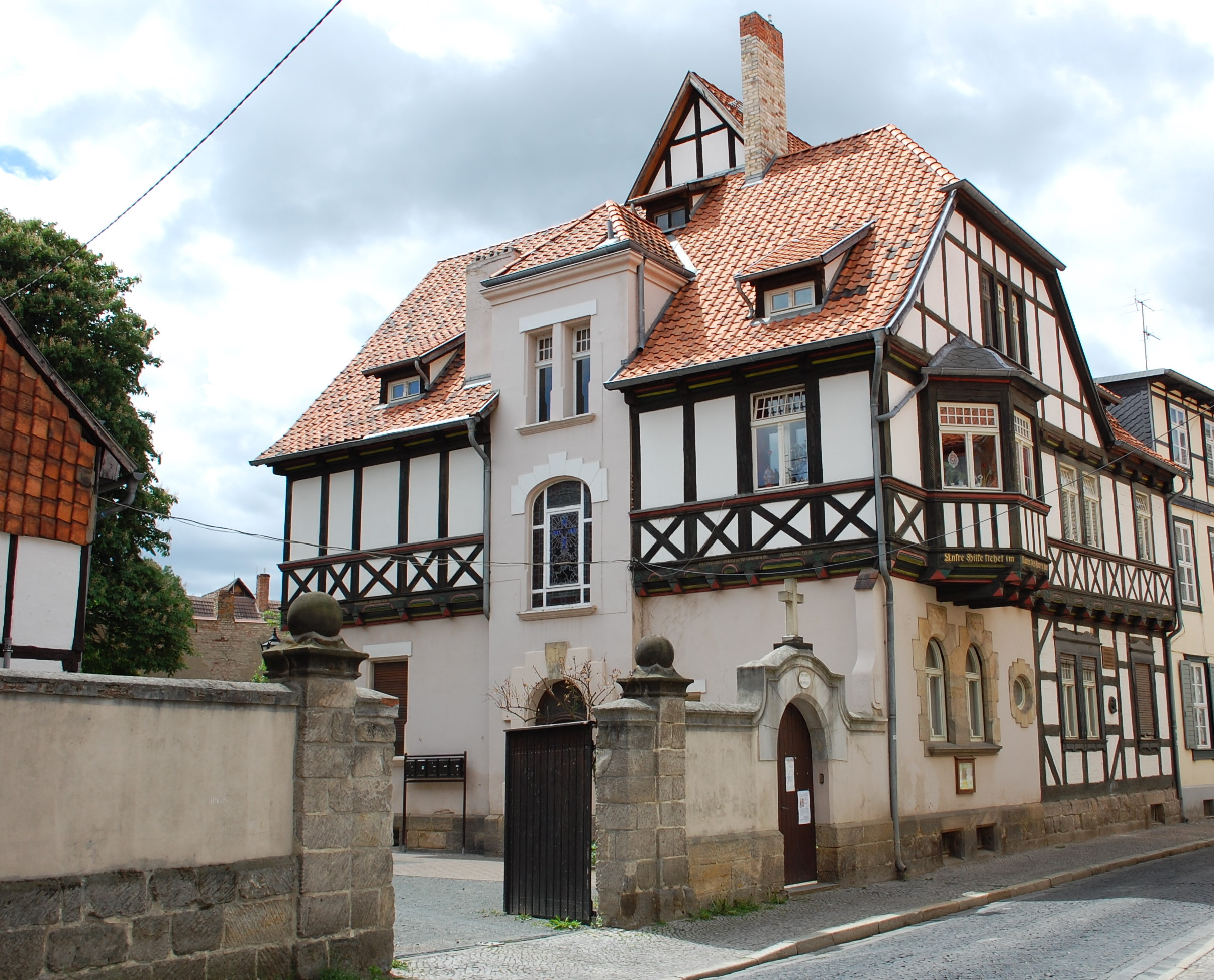
Kaplanei 10

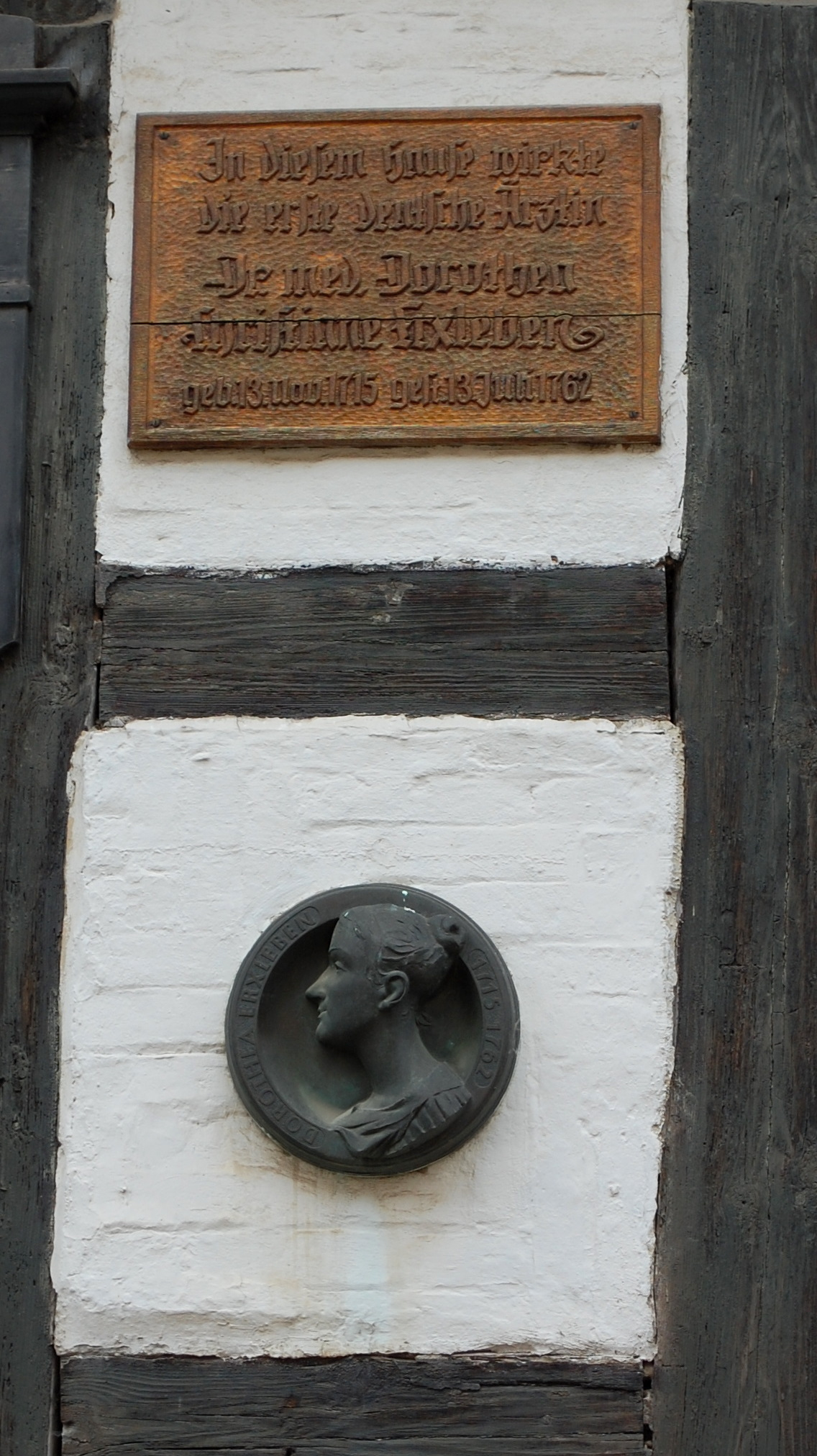
Gedenktafel für Dorothea Christiane Erxleben

Das Haus Kaplanei 10 ist ein denkmalgeschützter Pfarrhof in der Stadt Quedlinburg in Sachsen-Anhalt. Bekannt ist das Haus als Wohnort der ersten als Ärztin promovierten deutschen Frau Dorothea Christiane Erxleben (1715–1762). Eine an der Fassade befestigte Gedenktafel erinnert hieran.

## Lage
Es befindet sich in der historischen Quedlinburger Neustadt und ist im Quedlinburger Denkmalverzeichnis eingetragen.

## Architektur und Geschichte
Das Fachwerkhaus wurde 1674 durch den Zimmermeister Peter Dünnehaupt errichtet. Auf ihn verweist die mit einem Wappen versehene Inschrift M. PETER DUENHOUPT. Die Fassade ist mit Andreaskreuzen, geschnitzten Rosetten und Pyramidenbalkenköpfen verziert. Darüber hinaus finden sich profilierte Schiffskehlen, Füllhölzer und Fuß- und Kopfstreben. Die Gefache sind mit Zierausmauerungen gefüllt. Im Haus befand sich das Diakonat der Sankt-Nikolai-Gemeinde. Die erste deutsche Ärztin Dorothea Erxleben war mit dem hier tätigen Johann Christian Erxleben verheiratet und richtete in dem Gebäude ihre Praxis ein. Sie war hier bis zu ihrem Tod im Jahr 1762 tätig.
1908 erfolgte eine umfangreiche Erweiterung, da der Raumbedarf der Nikolaigemeinde gestiegen war. Dabei entstand in historistischem Stil ein Erweiterungsbau, der mit seinem Giebel zur Straße ausgerichtet ist und den Altbau mit einbezieht. Die Baugenehmigung wurde im Jahr 1907 durch den Stadtbaurat Emil Paul Lammer mit der Auflage erteilt, dass der Neubau sich den gegebenen Motiven des alten Bauteils vollständig anlehnen solle.
Ebenfalls aus dem Jahr 1908 stammt die Grundstückseinfriedung in neobarocker Gestaltung.